# 매직!
매직!(MAGIC!)은 캐나다의 레게 밴드로, 나스리, 마크 펠리저, 앨릭스 태너스, 벤 스파이박으로 이루어져 있다. 2013년 데뷔 싱글 "Rude"를 발매하여 오스트레일리아와 뉴질랜드 차트에서 2위, 캐나다 차트에서 6위를 하였다. 샤키라의 음반 Shakira의 수록곡 "Cut Me Deep"를 피처링하였고, 2014년 3월에 공개되었다.
2015년에는 마룬 5의 투어의 게스트로 참여하였다.

## 일원
- 나스리 앳웨 - 리드 보컬
- 마크 펠리저 - 기타
- 앨릭스 태너스 - 드럼
- 벤 스파이박 - 베이스

## 음반 목록

### 싱글
| "Rude"                 | 2013 | 2  | 6 | 2 | 1 | - MC: 2× Platinum - ARIA: 2× Platinum - RMNZ: Platinum | Don't Kill the Magic |
| "Don't Kill the Magic" | 2014 | 53 | — | — | — |                                                        | Don't Kill the Magic |
| "—": 순위에 들지 못함  |      |    |   |   |   |                                                        |                      |